# Emblandidae
Emblandidae is een familie van weekdieren uit de klasse van de Gastropoda (slakken).

## Geslacht
- Emblanda Iredale, 1955